# Aubigny-sur-Nère
Aubigny-sur-Nère è un comune francese di 5 476 abitanti situato nel dipartimento del Cher, nella regione del Centro-Valle della Loira. Fa parte della regione storica francese della Sologne.

## Storia

### Simboli
Le fibbie derivano dal blasone di John Stuart de Darnley (John Stewart of Darnley) (c. 1380– 1429), nobile scozzese che fu primo signore di Aubigny. Lo stemma del comune è documentato per la prima volta in un salterio del XV secolo conservato negli Archivi dipartimentali del Cher.
Alias	:

Stemma di Aubigny-sur-Nère
Stemma di John Stewart of Darnley
Aubigny-sur-Nère, stemma alternativo

L'Armorial Général de France del 1696 riporta uno stemma di rosso, alla torre d'oro, mattonata di nero; al capo d'azzurro, caricato di tre gigli d'oro'.

## Società

### Evoluzione demografica
Abitanti censiti